# Mercaderes
Mercaderes è un comune della Colombia facente parte del dipartimento di Cauca.
Il centro abitato venne fondato da Juan de Palomino nel 1535.